# Šarišský hradný vrch
Šarišský hradný vrch je národní přírodní rezervace v oblasti Prešov.
Nachází se v katastrálním území obce Veľký Šariš v okrese Prešov v Prešovském kraji. Území bylo vyhlášeno v roce 1964 na rozloze 145,74 ha. Ochranné pásmo nebylo stanoveno.